# Коршунов, Фёдор Павлович
Коршунов Фёдор Павлович (15 апреля 1934, д. Травна, Краснопольский район (Могилёвская область), БССР — 17 июля 2022, Минск, Белоруссия) — советский, белорусский физик в области радиационной физики твердого тела, полупроводников и твердотельной электроники. Доктор технических наук (1975), профессор (1981), член-корреспондент Национальной академии наук Беларуси (1984), Лауреат Государственной премии БССР (1980).

## Биография
Окончил Рижское высшее инженерно-авиационное военное училище им. К. Е. Ворошилова (1957).
С 1962 по 2020 г. работал в Институте физики твердого тела и полупроводников Национальной академии наук Беларуси (с 2008 г — ГНПО «Научно-практический центр Национальной академии наук Беларуси по материаловедению»). В 1985—1994 гг. — заместитель директора.
Ф. П. Коршуновым опубликовано около 460 научных работ, в том числе 3 монографии; получено более 70 авторских свидетельств и патентов. Профессор Белорусского государственного университета и информатики и радиоэлектроники (1979—1995).

## Научная деятельность
Разрабатывал технологии для создания полупроводниковых приборов и интегральных схем повышенной радиационной стойкости для космической и военной техники. Обнаружил радиационные эффекты расширения и смещения р-n перехода, термостабилизации напряжения лавинного пробоя р-n перехода, эффект малых доз облучения в высокоомном кремнии, эпитаксиальных пленках и МДП—структурах, приводящий к упорядочению неравновесности структуры. Совместно с А. С. Камышаном им было экспериментально зарегистрировано и исследовано рентгеновское излучение в кристаллах кремния при каналировании электронов с энергией 4-5 МэВ.